# Rumamis
Rumamis is een bestuurslaag in het regentschap Karo van de provincie Noord-Sumatra, Indonesië. Rumamis telt 1096 inwoners (volkstelling 2010).